# Ivan Musić
Ivan Musić (Klobuk, Ljubuški, 24. prosinca 1848. – Beograd, 1888.) bio je hrvatski katolički svećenik, vojvoda, vođa ustanka protiv Osmanlija.
Rodio se u selu Klobuk kraj Ljubuškog 1848. godine. Uz pomoć ujaka fra Anđela Kraljevića, koji je bio biskup, školovao se kao franjevački novak u Širokom Brijegu. Uzeo je redovničko ime Šimun. Ubrzo je otišao na studij medicine u Istanbulu, ali je umjesto toga završio bogosloviju u mađarskom gradu Ostrogonu. 
U lipnju 1875. predvodio je ustanak Hrvata protiv Turaka Osmanlija u Gabeli na Neretvi. Pobijedio je Turke u dvije bitke. Njegovom zaslugom dio Hercegovine postao je slobodno područje. Izabran je za vojvodu donje Hercegovine. Njegove pobjede znatno su pridonijele da se na Berlinskom kongresu 1878. BiH dade na upravu Austro-Ugarskoj.
Odbio je nagrade i počasti. Priželjkivalo se da opet radi kao svećenik, no on je neočekivano otišao u Crnu Goru s Cvijetom Vukasović-Kuduz iz Stoca, a nakon toga u Beograd. Tamo je radio u pošti te kao policijski komesar i tumač. Umro je u Beogradu 1888. godine. 
Smatra se, jednim od najznačnijih Hrvata iz BiH u 19. stoljeću. Imao je dobro obrazovanje, bio je pravedan, kulturan i milosrdan.
Po njemu je nazvana udruga koja promiče njegov život i djelovanje. Na mjestu njegove rodne kuće otkrivena je spomen-ploča. Po njemu je nazvana ulica u Ljubuškom. U Kiseljaku se priprema otkrivanje spomenika i davanje imena ulici don Ivana Musića. O njemu je snimljen dokumentarni film 2005. godine, povodom 130. godišnjice Hercegovačkog ustanka.
Snimila ga je HTV Mostar. U filmu su sudjelovali dr. sc. don Ivica Puljić, prof. dr. sc. fra Andrija Nikić i Stanislav Vukorep iz Čapljine.

## Vanjske poveznice
- Musić, Ivan (Hrvatska enciklopedija)
- Hercegovački ustanak 1875. godine (Vojna povijest Večernjeg lista)
- Don Ivica Puljić: Turci su bili potučeni u Gabeli Slobodna Dalmacija (objavljeno 29. svibnja 2004., pristupljeno 17. travnja 2017.)
- Kamenjar.com Ivo Lučić: Ustanak don Ivana Musića 18. lipnja 2015.
- Kamenjar.com K. Kraljević: Hercegovački ustanak (1875-1878) 18. lipnja 2015.